# Cesário Verde

Cesário Verde

José Joaquim Cesário Verde (n. Lisboa, 25 februarie, 1855 — d. 19 iulie, 1886, Lumiar) a fost un poet portughez.

## Viața și opera
Deși împărtășește idealurile noii școli de poeți și ale agitației republicane, este totuși un poet singular și fără înaintași, un poet a cărui influență se va face simțită abia mult mai târziu, poate și pentru că opera sa a fost editată postum (O Livro de Cesário Verde, 1901). El a reușit, ca nimeni altul, să dea o expresie poetică realității obiective și cotidiene. În opera sa coșul florăresei, pepenii, merele, lemnul pomilor, uneltele dulgherilor, străzile din Lisabona, vitrinele magazinelor, diminețile de lucru și nopțile luminate cu lămpile de gaz capătă frumusețe și sens. Toate acestea sunt redate într-o formă impresionant de exactă, fără emfază, cu aparentă impasibilitate, într-un limbaj care reușește să fie cel mai curent. Poetul detestă abstracțiunile și se simte fericit atunci când găsește „materiale”, forme pe care ochii săi, mirosul său, mâinile sale le simt, și care fac să-i „cânte” simțurile.
Cesário Verde este singurul poet portughez cu adevărat „realist” al secolului al XIX-lea, cu atât mai singular și genial cu cât nu urma modele portugheze sau străine. Este adevărat că a învățat câte ceva de la Baudelaire, dar poezia sa este la antipodul poeziei acestuia. Pentru poetul francez realitatea obiectivă nu era decât un pretext de a evada. Cesário refuza paradisele artificiale.